# Angelica saxatilis
Angelica saxatilis är en växtart i släktet kvannar (Angelica) och familjen flockblommiga växter. Den beskrevs av Carl Friedrich von Ledebour 1844.
Arten är en perenn ört som förekommer från östra Sibirien och Mongoliet till norra Kina och norra Koreahalvön.